# L'Alternativa
L'Alternativa (in danese Alternativet, Å) è un partito politico ecologista ed europeista danese fondato il 27 novembre 2013 da Uffe Elbæk e da Josephine Fock.
Partecipa per la prima volta alle elezioni del 2015 ottenendo il 4,8% delle preferenze e conquistando 9 seggi al Folketing.

## Risultati elettorali
| Elezione          | Voti    | %    | Seggi   | Posizione   |
| ----------------- | ------- | ---- | ------- | ----------- |
| Parlamentari 2015 | 168.585 | 4,79 | 9 / 175 | Opposizione |
| Europee 2019      | 92.964  | 3,37 | 0 / 13  | -           |
| Parlamentari 2019 | 104.148 | 2,95 | 5 / 175 | Opposizione |
| Parlamentari 2022 | 117.567 | 3,33 | 6 / 175 | Opposizione |